# X.75
X.75 je standard Mezinárodní telekomunikační unie (ITU, dříve CCITT) popisující rozhraní pro propojení dvou X.25 sítí. Doporučení X.75 je téměř identické s X.25. Významný rozdíl je, že zatímco X.25 definuje rozhraní mezi účastníkem (Koncovým zařízením přenosu dat, KZD) a sítí (Zařízením ukončujícím datový okruh, UZD), X.75 definuje rozhraní mezi dvěma sítěmi reprezentovanými Signalizačními koncovými zařízeními (STE) pojmenovanými STE-X a STE-Y. To způsobuje některé nepatrné rozdíly protokolu v porovnání s X.25. Například X.25 umožňuje pouze sítí generované přerušení a ukončení spojení, takže příslušný signál lze předat pouze ze sítě (UZD) účastníkovi (KZD), nikoli naopak. Ale při propojení dvou X.25 sítí, každá síť může přerušit nebo ukončit X.25 spojení, takže X.75 dovoluje předávání příslušných signálů oběma směry.
Přestože je to mimo oblast platnosti jak X.25 tak X.75, které definují externí rozhraní k X.25 síti, X.75 se používá také jako protokol mezi přepojující uzly uvnitř některých X.25 sítí.